# مارتین ادرسکای
مارتین ادرسکی (متولد ۵ سپتامبر ۱۹۵۸) دانشمند کامپیوتر و استاد برنامه نویسی آلمانی  در مؤسسه پلی‌تکنیک فدرال لوزان (EPFL) در سوئیس است. او در تجزیه و تحلیل کد و زبان های برنامه نویسی متخصص است . او زبان برنامه نویسی اسکالا   و Generic Java (و قبل از آن زبان پیتزا  ) را با دیگران طراحی کرد. او کامپایلر GJ را پیاده سازی کرد،   و پیاده‌سازی آن مبنای جاواسی کامپایلر جاوا بود.  در سال ۲۰۰۷، او به عنوان یکی از اعضای انجمن ماشین آلات محاسبات شناخته شد . 
در سال ۱۹۸۹، او دکترای خود را از مؤسسه فناوری فدرال زوریخ تحت نظارت نیکلاس ویرت دریافت کرد که او به عنوان طراح چند زبان برنامه نویسی، از جمله پاسکال شناخته شده است . او پسادکتری خود را در دانشگاه آی بی ام و ییل انجام داد. 
در ۱۲ می ۲۰۱۱ او و همکارانش شرکت Typesafe را راه‌اندازی کردند (در فوریه ۲۰۱۶ به Lightbend Inc تغییر نام پیدا کرد.) که یک شرکت برای حمایت تجاری، آموزش، و خدمات برای اسکالا بود.  او در حال حاضر به عنوان رئیس و معمار اصلی خدمت می‌کنند. 
او دوه کلاس در دوره آزاد انبوه برخط (MOOC) کورسرا در خصوص اسکالا تدریس می‌کند.  